# Ramsen, Schaffhausen
Ramsen är en ort och kommun i kantonen Schaffhausen, Schweiz. Kommunen har 1 617 invånare (2023).